# Bajrakli džamija u Beogradu
Bajrakli džamija, džamija je u Beogradu.

## Povijest
Bajrakli džamija je sagrađena oko 1575. godine, kao jedna od 273 džamije i mesdžida koliko ih je u tursko doba bilo u Beogradu (Putopisi Evlije Čelebije). Prvobitno se zvala Čohadži-džamija, po zakladniku, trgovcu suknom, Hadži-Aliji. Jednoprostorna je građevina s kupolom i minaretom. Za vrijeme austrijske vladavine (1717. – 1739.) pretvorena je u katoličku crkvu kad je i srušen najveći broj džamija. Po povratku Turaka, ponovno je džamija. Husein-beg, ćehaja (pomoćnik) glavnoga turskog zapovjednika Ali-paše, obnovio je bogomolju 1741. godine, pa se neko vrijeme zvala Husein-begova ili Husein-ćehajina džamija. Krajem 18. stoljeća prozvana je Bajrakli džamija, po barjaku koji se na njoj isticao kao znak za istodobni početak molitve u svim džamijama. U njoj je, kao glavnoj džamiji boravio je muvekit, čovek koji je proračunavao točno hidžretsko vrijeme prema islamskom kalendaru. On je regulisao i mehanizam sata i isticao zastavu na minaretu, u znak istovremenog početka molitve u svim ostalim islamskim bogomoljama u beogradskoj varoši. Po toj zastavi (bajraku) je džamija dobila današnje ime. Poslije obnove u 19. stoljeću, koju su poduzeli srpski knezovi, postaje glavna gradska džamija. I danas je jedina islamska bogomolja u gradu Beogradu.
Nalazi se u Gospodar Jevremovoj ulici broj 11 na Dorćolu, u blizini raskršća s ulicom Kralja Petra, u ambijentu nekadašnje osmanske trgovačke i zanatlijske četvrti – Zejreka. U blizini je Židovskog povijesnog muzeja, Kazališnog muzeja, Galerije freska i brojnih lokala u Ulici Strahinjića bana.
Arhitektura džamije pripada osmanskom tipu jednoprostorne vjerske građevine s kupolom i minaretom. Masivni zidovi sagrađeni su od kamena, a neki segmenti izvedeni su od opeke. Džamija je kvadratne osnove, dok osmostranu kupolu nose istočnjački potkupolni lukovi. Svi otvori na građevini završavaju se karakterističnim orijentalnim prelomljenim lucima. S vanjske sjeverozapadne strane postavljeno je minaret – uska kula kupastog krova, s kružnom terasom pri vrhu, s koje mujezin poziva vjernike na molitvu.
Unutrašnja dekoracija džamije je skromna. Zidovi su nemalterisani, s rijetkim stilizovanim floralnim i geometrizovanim motivima i kaligrafskim natpisima stihova iz muslimanske svete knjige Kurana, ispisanih arapskim pismom. Naspram ulaza, u unutrašnjosti džamije nalazi se mihrab, postavljena u pravcu Meke, u kojoj imam stoji tokom molitve, dok je uzdignuti minber postavljen desno od mihraba, u jugozapadnom uglu. Nad ulazom je drveni mahfil. Pred ulazom u džamiju je ranije postojao i zasvedeni arkadni trijem s tri manje kupole. U dvorištu se nalazi česma za molitveno umivanje, kao i medresa s knjižnicom.
Bajrakli džamija zapaljena je u noći između 17. i 18. ožujka 2004. godine, a neredi kod džamije izbili su nakon nasilja nad Srbima na Kosovu 17. ožujka 2004. godine. Tada je izgorjela i knjižnica s više od 7.000 knjiga velike vrijednosti. Među uništenim vrijednim knjigama i zapisima nalazili su se komentari Kurana koji su radili beogradski muslimani i prva menšura reis-ul-uleme u Kraljevini Jugoslaviji
Ibrahim ef. Maglajlića, dodjeljena nakon ukidanja hilafeta, koju je potpisao Aleksandar Karađorđević. Do danas nitko nije osuđen za slučaj paljenja Bajrakli džamije. Džamija je kasnije popravljena a obnova je završena 2012. godine.

## Vanjske poveznice
- [neaktivna poveznica]
- Bajrakli džamija + slika